# Ampulex nebulosa
Ampulex nebulosa är en  stekelart som beskrevs av Frederick Smith 1856.
Ampulex nebulosa ingår i släktet Ampulex och familjen Ampulicidae. Inga underarter finns listade i Catalogue of Life.